# Hideo Kanaya
Hideo Kanaya (金谷秀夫?, Kanaya Hideo; Kōbe, 3 febbraio 1945 – Kōbe, 19 dicembre 2013) è stato un pilota motociclistico giapponese.

## Carriera
Esordì nelle competizioni del motomondiale, quale wild card al GP del Giappone della classe 125 nel 1967, finito al terzo posto ad un giro di ritardo dal vincitore Bill Ivy.
Ha vinto tre titoli nazionali giapponesi tra il 1969 e il 1971.
Il giapponese si rivedrà nel Motomondiale dalla stagione '72, come pilota ufficiale Yamaha. Nel motomondiale 1973 inizia la stagione con tre secondi posti alle spalle del suo caposquadra Jarno Saarinen; dopo l'incidente mortale nel Gran Premio motociclistico delle Nazioni 1973 del pilota finlandese il programma sportivo di Yamaha viene interrotto e Kanaya si rivedrà nelle gare mondiali solo nel 1975, terminando la carriera al termine dell'anno.
È stato vincitore di tre Gran Premi: il GP della Germania Ovest 1972 in 250 Ha concluso la stagione 11 nella classe 250cc e 8 nella classe 350cc dominata da Giacomo Agostini, Jarno Saarinen e Renzo Pasolini su Aermacchi. E due nel 1975, con una doppietta al GP d'Austria (in 350 e 500).
A fine stagione, nel novembre 1975, conquista il Gran Premio motociclistico di Macao, che si disputa sul tracciato cittadino di Macao.

## Risultati nel motomondiale

### Classe 125
| 1967 | Classe | Moto   |  |  |  |  |  |    |  |  |  |  |  |  |   | Punti | Pos. |
| ---- | ------ | ------ |  |  |  |  |  | -- |  |  |  |  |  |  | - | ----- | ---- |
| 1967 | 125    | Suzuki |  |  |  |  |  | NE |  |  |  |  |  |  | 3 | 4     | 12º  |

| Legenda | 1º posto        | 2º posto            | 3º posto            | A punti      | Senza punti        | Grassetto – Pole position Corsivo – Giro più veloce |
| Legenda | Gara non valida | Non qual./Non part. | Ritirato/Non class. | Squalificato | '-' Dato non disp. | Grassetto – Pole position Corsivo – Giro più veloce |

### Classe 250
| 1972 | Classe | Moto   |   |   |  |  |  |  |    |  |  |  |  |  |  | Punti | Pos. |
| ---- | ------ | ------ | - | - |  |  |  |  | -- |  |  |  |  |  |  | ----- | ---- |
| 1972 | 250    | Yamaha | 1 | 3 |  |  |  |  | 10 |  |  |  |  |  |  | 26    | 11º  |

| 1973 | Classe | Moto   |   |   |   |    |  |  |  |  |  |  |  |  |  | Punti | Pos. |
| ---- | ------ | ------ | - | - | - | -- |  |  |  |  |  |  |  |  |  | ----- | ---- |
| 1973 | 250    | Yamaha | 2 | 2 | 2 | AN |  |  |  |  |  |  |  |  |  | 36    | 7º   |

| Legenda | 1º posto        | 2º posto            | 3º posto            | A punti      | Senza punti        | Grassetto – Pole position Corsivo – Giro più veloce |
| Legenda | Gara non valida | Non qual./Non part. | Ritirato/Non class. | Squalificato | '-' Dato non disp. | Grassetto – Pole position Corsivo – Giro più veloce |

### Classe 350
| 1972 | Classe | Moto   |   |  |   |   |  |   |   |    |  |  |  |  |  | Punti | Pos. |
| ---- | ------ | ------ | - |  | - | - |  | - | - | -- |  |  |  |  |  | ----- | ---- |
| 1972 | 350    | Yamaha | 3 |  | 2 | 5 |  | 4 | 6 | NE |  |  |  |  |  | 41    | 8º   |

| 1975 | Classe | Moto   |     |   |   |     |     |  |   |    |    |   |   |   |  | Punti | Pos. |
| ---- | ------ | ------ | --- | - | - | --- | --- |  | - | -- | -- | - | - | - |  | ----- | ---- |
| 1975 | 350    | Yamaha | Rit | 3 | 1 | Rit | Rit |  | - | NE | NE | - | - | - |  | 25    | 10º  |

| Legenda | 1º posto        | 2º posto            | 3º posto            | A punti      | Senza punti        | Grassetto – Pole position Corsivo – Giro più veloce |
| Legenda | Gara non valida | Non qual./Non part. | Ritirato/Non class. | Squalificato | '-' Dato non disp. | Grassetto – Pole position Corsivo – Giro più veloce |

### Classe 500
| 1972 | Classe | Moto   |  |  |  |  |  |  |  |   |  |  |  |  |  | Punti | Pos. |
| ---- | ------ | ------ |  |  |  |  |  |  |  | - |  |  |  |  |  | ----- | ---- |
| 1972 | 500    | Yamaha |  |  |  |  |  |  |  | 4 |  |  |  |  |  | 8     | 22º  |

| 1973 | Classe | Moto   |   |   |  |  |  |  |  |  |  |  |  |  |  | Punti | Pos. |
| ---- | ------ | ------ | - | - |  |  |  |  |  |  |  |  |  |  |  | ----- | ---- |
| 1973 | 500    | Yamaha | 3 | 2 |  |  |  |  |  |  |  |  |  |  |  | 22    | 8º   |

| 1975 | Classe | Moto   |   |    |   |   |   |  |  |  |  |  |  |    |  | Punti | Pos. |
| ---- | ------ | ------ | - | -- | - | - | - |  |  |  |  |  |  | -- |  | ----- | ---- |
| 1975 | 500    | Yamaha | 2 | NE | 1 | 4 | 3 |  |  |  |  |  |  | NE |  | 45    | 3º   |

| Legenda | 1º posto        | 2º posto            | 3º posto            | A punti      | Senza punti        | Grassetto – Pole position Corsivo – Giro più veloce |
| Legenda | Gara non valida | Non qual./Non part. | Ritirato/Non class. | Squalificato | '-' Dato non disp. | Grassetto – Pole position Corsivo – Giro più veloce |